# Queen's Park Football Club
Il Queen's Park Football Club, meglio noto come Queen's Park, è una società calcistica con sede nella città di Glasgow; fondato nel 1867, milita in Scottish Championship, la seconda serie del calcio scozzese. È il club calcistico, ancora in attività, più antico del paese, e per questo è parte del Club of Pioneers, associazione che accoglie i club più longevi per ogni federazione.
Ha disputato gli incontri interni ad Hampden Park, impianto di proprietà, fino al 2020, poi ceduto alla federazione per la disputa delle partite della nazionale scozzese, che negli anni precedenti aveva subaffittato dal club.
Nel suo oltre secolo e mezzo di storia ha vinto dieci edizioni della Coppa di Scozia (l'ultima nel 1893), torneo che vede il Queen's Park come terza più titolata compagine alle spalle delle sue concittadine Celtic (41) e Rangers (34).
Fu, inoltre, finalista di FA Cup nel 1884 e nel 1885, dove perse in entrambe le occasioni contro i Blackburn Rovers.

## Storia

### Fondazione, FA Cup e Scottish Cup
Il Queen's Park fu fondato il 9 Luglio 1867 con la frase: "Stasera alle otto e mezza un certo numero di gentiluomini si sono incontrati al n.3 di Eglinton Terrace allo scopo di formare un club di calcio". Eglinton Terrace è una strada della zona sud di Glasgow. Nella riunione inaugurale le proposte per il nome del club includevano "The Celts", "The Northern" e "Morayshire", questa scelta di nomi suggerisce un'influenza delle Highland nel primo club scozzese. Alla fine vinse il nome "Queen's Park" con una maggioranza di un voto.
Tra le varie decisioni prese durante la riunione, ci fu quella che i calciatori non sarebbero mai stati pagati per giocare. Questa regola, fino al 2019 in vigore, rendeva il Queen's Park l'unica società amatoriale della Scottish Professional Football League, fino a quando i suoi membri hanno votato per porre fino a codesto status nel novembre del 2019 dopo ben 152 anni di amatorialità. Non a caso il proprio motto, in latino, recita: "Ludere Causa Ludendi" ("Giocare per il gusto del gioco").
Partecipò alla FA Cup nelle edizioni 1871-72 e 1872-73, arrivando entrambe le volte in semifinale. In seguito tornò a disputare la Coppa d'Inghilterra tra il 1876 e il 1887, raggiungendo la finale nel 1884 e nel 1885; in entrambe venne battuta dal Blackburn. Questa fu l'unica volta che in FA Cup si affrontarono le stesse 2 squadre per 2 finali di seguito, fino a quando nel 2023 e nel 2024 si affrontarono in finale Manchester City e Manchester United.
Nel 1873 fu uno degli otto club fondatori della Scottish Football Association, a cui seguì l’istituzione della Scottish Cup: il Queen's Park conquistò le prime tre edizioni battendo in finale il Clydesdale nel 1874 (2-0), il Renton nel 1875 (3-0) e il Third Lanark nel 1876 (2-0 al replay); vinse poi altre tre coppe dal 1880 al 1882, contro il Thornliebank e, per due anni di fila, contro il Dumbarton. Nel 1884 fu di nuovo in finale, contrapposto al Vale of Leven, la seconda squadra più titolata, che però rinunciò a giocare lasciando via libera al Queen's Park per la settima Scottish Cup. Altri successi arrivarono nel 1886, contro il Renton, e nel 1890 ancora contro il Vale of Leven, sconfitto 2-1.
Nel 1892 perse la finale, sconfitto 5-1 al replay dal Celtic, ma ebbe la rivincita l’anno successivo, quando batté a sua volta il Celtic 2-1 nel replay, conquistando così la decima Coppa di Scozia. Fu finalista per l'ultima volta nel 1900, ma venne sconfitto per la seconda volta dal Celtic 4-3.

### L'esordio nei campionati e gli anni in massima serie
Il Queen's Park disputò i campionati nazionali soltanto a partire dal 1900, dopo l’ultima finale di coppa, quando esordì in Scottish Division One. Si classificò settimo (a pari merito col Dundee), piazzamento che non migliorò nelle stagioni successive, che anzi videro il club spesso relegato nelle ultime posizioni. Nella stagione 1917-18 riuscì ad eguagliare il settimo posto, ma nel 1922, col ripristino delle retrocessioni, scese in Division Two. L'anno successivo vinse la seconda serie e tornò subito in Division One. Nella stagione 1928-29 ottenne il miglior piazzamento in massima serie col quinto posto finale, dopodiché tornò a navigare nella seconda metà della classifica, fino al penultimo posto nella stagione 1938-39, che avrebbe significato la retrocessione.
Tuttavia, la seconda guerra mondiale portò alla sospensione dei campionati nazionali; questi ripresero nel 1946 e il Queen's Park fu ripescato e inserito in prima serie, che mantenne per due anni prima di retrocedere. Vinse la Division Two nel 1956, tornando in Division One per la stagione seguente, in cui si classificò 13°. Disputò per l’ultima volta la massima serie nella Division One 1957-58, chiudendo all'ultimo posto e retrocedendo.

### Le serie inferiori
Negli anni disputati in Division Two, il club non riuscì a competere per la promozione, arrivando al massimo in quarta posizione (nel 1964-65 e nel 1967-68); rimase dunque in seconda serie fino al 1975, quando vennero riformati i campionati e il Queen's Park fu una delle squadre relegate nella nuova Second Division, la terza serie. Vinse la Second Division nel 1981 e fu promosso in First Division, in cui disputò due stagioni prima di essere retrocesso. Militò in Second Division per un altro decennio, poi nel 1994 fu relegato in Third Division, la nuova quarta divisione. Riconquistò la Second Division nel 2000, grazie al primo posto in Third Division, ma già l’anno successivo retrocesse. Trascorse un ulteriore periodo in Second Division dal 2007-08 al 2008-09.
Ancora in Third Division, dal 2010 al 2013 fece piazzamenti da alta classifica che valsero la qualificazione ai play-off, ma venne sempre eliminato. Nel 2016 è riuscito invece a raggiungere la League One dopo aver sconfitto ai play-off il Cowdenbeath e il Clyde. Disputate le stagioni 2016-17 e 2017-18 in terza serie, il Queen's Park ha perso i play-out contro lo Stenhousemuir ed è nuovamente retrocesso in League Two. Risale nella serie superiore dopo tre stagioni, vincendo la League Two 2020-21.
Si classifica quarto in League One 2021-22 qualificandosi per i play-off, in cui batte dapprima il Dunfermline (penultimo della Championship) e poi gli Airdrieonians (secondi della stagione regolare); riconquista così la seconda serie dopo quasi quarant'anni.

### Gli anni in Championship
La stagione 2022-23 di Championship si rivela molto combattuta per i primi posti e lo stesso Queen's Park naviga in alta classifica, cogliendo infine il terzo posto con 58 punti come l'Ayr Utd (secondo per gli scontri diretti) e precedendo di una sola lunghezza Partick Thistle e Greenock Morton. Il piazzamento vale l'accesso ai play-off per la Premiership, dove però il Partick Thistle ribalta l'esito della stagione regolare vincendo entrambe le partite (4-3 e 0-4) ed estromettendo il Queen's Park dalla corsa.
In Championship 2023-24 invece arretra all'ottavo posto, evitando per un punto i play-out.

## Palmarès

### Competizioni nazionali
- Coppa di Scozia: 10

1873-1874, 1874-1875, 1875-1876, 1879-1880, 1880-1881, 1881-1882, 1883-1884, 1885-1886, 1889-1890, 1892-1893
- Scottish Championship: 2

1922-1923, 1955-1956
- Scottish League One: 1

1980-1981
- Scottish League Two: 2

1999-2000, 2020-2021
- Scottish Amateur Cup: 12

1911-1912, 1919-1920, 1927-1928, 1932-1933, 1933-1934, 1935-1936, 1946-1947, 1949-1950, 1950-1951, 1962-1963, 1963-1964, 2008-2009

### Competizioni regionali
- Glasgow Cup: 4

1889, 1890, 1899, 1946
- Glasgow Merchants Charity Cup: 8

1877, 1878, 1880, 1881, 1883, 1884, 1885, 1891

### Altri piazzamenti
- Coppa d'Inghilterra:

Finalista: 1883-1884, 1884-1885
Semifinalista: 1871-1872, 1872-1873
- Coppa di Scozia:

Finalista: 1891-1892, 1899-1900
Semifinalista: 1886-1887, 1893-1894, 1906-1907, 1927-1928
- Scottish Challenge Cup:

Finalista: 2024-2025
Semifinalista: 2002-2003, 2015-2016
- Scottish Championship:

Terzo: 2022-2023

## Statistiche e record

### Partecipazione ai campionati
| Livello | Categoria                | Partecipazioni | Debutto   | Ultima stagione | Totale |
| ------- | ------------------------ | -------------- | --------- | --------------- | ------ |
| 1°      | Scottish Football League | 6              | 1915-1916 | 1920-1921       | 42     |
| 1°      | Scottish Division One    | 34             | 1900-1901 | 1957-1958       | 42     |
| 1°      | Scottish Division A      | 2              | 1946-1947 | 1947-1948       | 42     |
| 2°      | Scottish Division Two    | 23             | 1922-1923 | 1974-1975       | 31     |
| 2°      | Scottish Division B      | 3              | 1948-1949 | 1950-1951       | 31     |
| 2°      | Scottish First Division  | 2              | 1981-1982 | 1982-1983       | 31     |
| 2°      | Scottish Championship    | 3              | 2022-2023 | 2024-2025       | 31     |
| 3°      | Scottish Second Division | 20             | 1975-1976 | 2008-2009       | 23     |
| 3°      | Scottish League One      | 3              | 2016-2017 | 2021-2022       | 23     |
| 4°      | Scottish Third Division  | 17             | 1994-1995 | 2012-2013       | 23     |
| 4°      | Scottish League Two      | 6              | 2013-2014 | 2020-2021       | 23     |

## Tifoseria

### Rivalità
Pur avendo sede a Glasgow, peraltro a metà strada tra gli stadi di Celtic e Rangers, difficilmente il Queen's Park si ritrova a disputare un derby contro le altre due ben più titolate concittadine, dato che non gioca dal 1958 nel massimo campionato nazionale. Tuttavia, nella stagione 2012-13, con la partecipazione dei Rangers alla Third Division, è tornato a disputarsi il cosiddetto "Derby originale di Glasgow": i due club si sono infatti affrontati per la prima volta nel 1879, nove anni prima del primo Old Firm.
Poco frequenti nella storia sono stati anche gli incontri con altri club concittadini, il Partick Thistle e il Clyde (tradizionalmente attribuito a Glasgow, ma ora con sede a Cumbernauld), anche se con quest'ultimo i derby si sono disputati più spesso negli ultimi anni, ritrovandosi entrambi in quarta serie.

## Organico

### Rosa 2024-2025
| N. |                        | Ruolo | Calciatore       |
| -- | ---------------------- | ----- | ---------------- |
| 1  | Scozia (bandiera)      | P     | Willie Muir      |
| 2  | Scozia (bandiera)      | D     | Ben McPherson    |
| 3  | Inghilterra (bandiera) | D     | Tommy Robson     |
| 4  | Scozia (bandiera)      | C     | Alex Bannon      |
| 5  | Inghilterra (bandiera) | D     | Charlie Fox      |
| 6  | Scozia (bandiera)      | D     | Danny Wilson     |
| 7  | Irlanda (bandiera)     | A     | Cillian Sheridan |
| 8  | Scozia (bandiera)      | C     | Jack Thomson     |
| 9  | Irlanda (bandiera)     | C     | Ruari Paton      |
| 10 | Scozia (bandiera)      | C     | Grant Savoury    |
| 11 | Scozia (bandiera)      | C     | Dom Thomas       |
| 15 | Inghilterra (bandiera) | D     | Will Tizzard     |
| 16 | Scozia (bandiera)      | D     | Cameron Bruce    |
| 17 | Galles (bandiera)      | A     | James Crole      |

| N. |                        | Ruolo | Calciatore       |
| -- | ---------------------- | ----- | ---------------- |
| 18 | Scozia (bandiera)      | C     | Stuart McKinstry |
| 19 | Scozia (bandiera)      | A     | Scott Williamson |
| 20 | Inghilterra (bandiera) | C     | Jack Turner      |
| 22 | Scozia (bandiera)      | C     | Lewis Reid       |
| 23 | Scozia (bandiera)      | A     | Louis Longridge  |
| 24 | Scozia (bandiera)      | D     | Joseph Smith     |
| 25 | Inghilterra (bandiera) | D     | Joshua Scott     |
| 27 | Inghilterra (bandiera) | C     | Pat Jarrett      |
| 30 | Scozia (bandiera)      | P     | Jack Wills       |
| 31 | Scozia (bandiera)      | P     | Sam Kane         |
| 33 | Scozia (bandiera)      | D     | Adam Montgomery  |
| 35 | Scozia (bandiera)      | C     | MacKenzie Carse  |
| 38 | Scozia (bandiera)      | D     | Callum Haspell   |
| 44 | Scozia (bandiera)      | C     | Sean Welsh       |